# Ferrovie in Portogallo

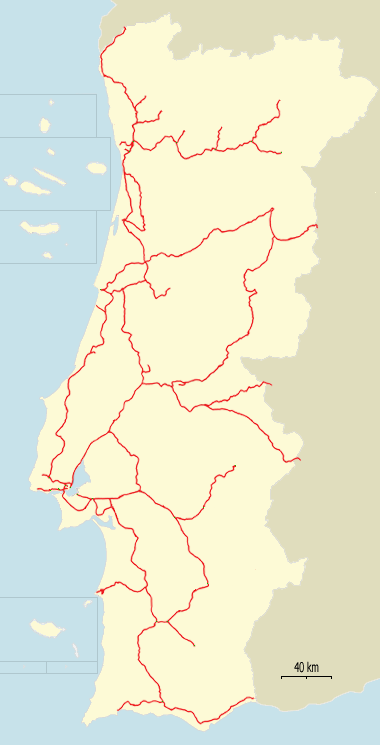
Rete ferroviaria del Portogallo

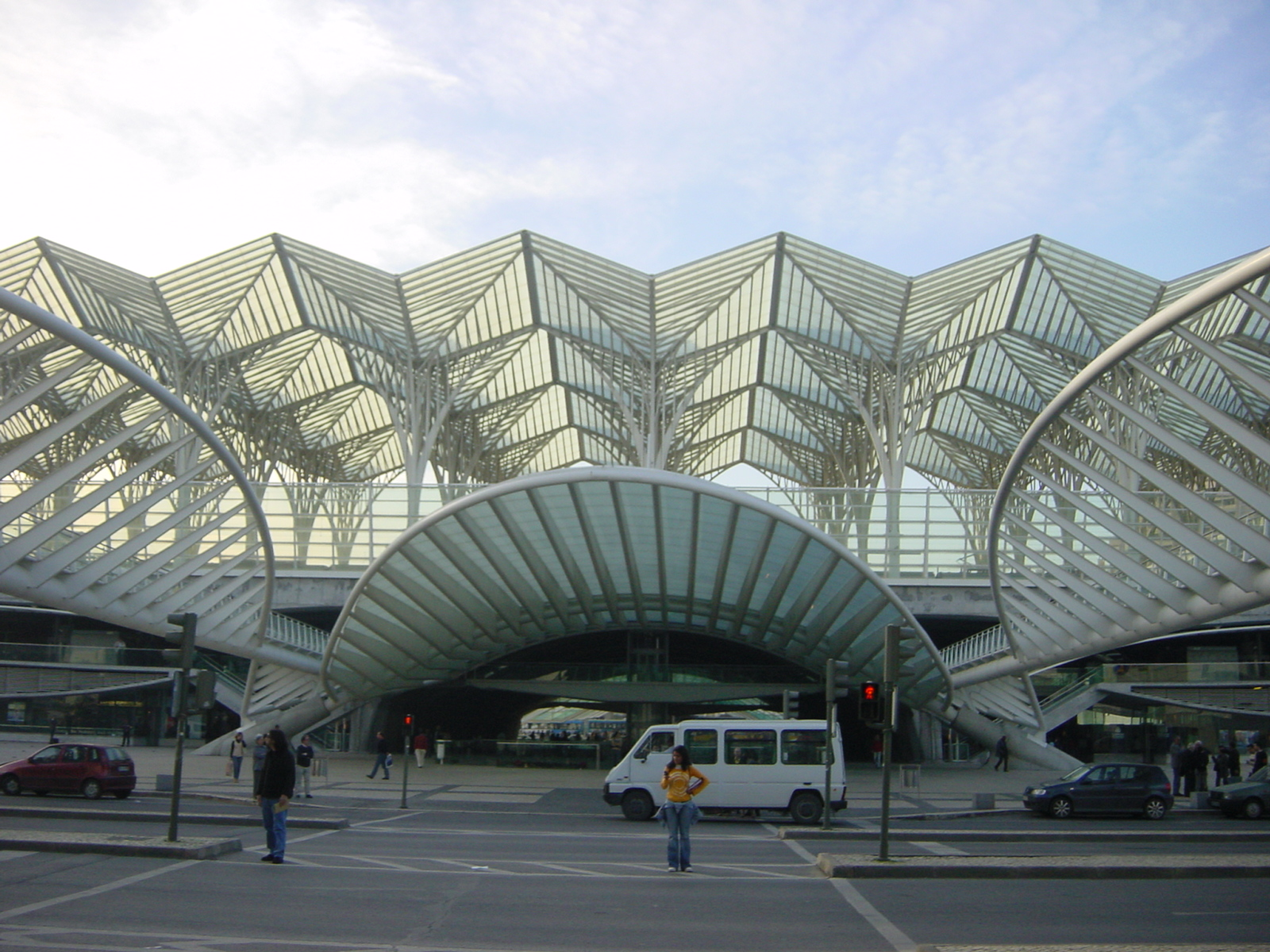
La stazione d'Oriente, a Lisbona, principale nodo ferroviario del Portogallo

Le ferrovie in Portogallo sono costituite da una rete di linee ferroviarie e di infrastrutture di supporto gestite da Rede Ferroviária Nacional (REFER), dal 1º giugno 2015 divenuta una società per azioni assumendo il nuovo nome di Infraestruturas de Portugal (IP). La gestione e commercializzazione del trasporto di passeggeri e di merci è effettuata principalmente dal vettore Comboios de Portugal e da altre aziende, come CP Carga, Fertagus e Takargo Rail. La rete, di 2 793,9 km è composta essenzialmente da linee a scartamento iberico e da alcune tratte in scartamento metrico.
La rete ha 3 collegamenti internazionali con la rete ferroviaria spagnola nelle stazioni di Vilar Formoso, Valença ed Elvas.

## Storia
Il primo tratto di ferrovia, tra Lisbona e Carregado, fu inaugurato il 28 ottobre 1856; la rete si estese costantemente fino all'ultimo decennio del XIX secolo. Le due guerre mondiali, con la Grande depressione, unitamente all'incremento del trasporto su strada ebbero effetti nefasti sul trasporto ferroviario portoghese per cui le nuove costruzioni si ridussero al minimo mentre si accumulavano le perdite economiche.
La massima estensione della rete si ebbe quando la Ferrovia del Tâmega (Linha do Tâmega) raggiunse la stazione di Arco de Baúlhe nel dicembre del 1949. Nel secondo dopoguerra il trasporto aereo e quello stradale sottrassero ulteriore traffico alle ferrovie, per cui si rese necessario l'ammodernamento dei principali collegamenti, tra cui la Ferrovia del Nord, mentre vennero ridotti gli investimenti per la rete complementare che venne interessata da una serie di dismissioni dal 1989 in poi.
Il decennio degli anni novanta fu caratterizzato da uno sforzo di ammodernamento e dalla costruzione di importanti infrastrutture tra cui il Ponte de São João (nel 1991) e la stazione di Lisbona Oriente nel 1998. Anche il materiale rotabile venne rinnovato introducendo, dal 1993, le nuove locomotive del gruppo 5600 e le automotrici Série 4000 nel 1999 per i servizi Alfa Pendular.
Nel decennio venne attuata una profonda riorganizzazione delle ferrovie mediante la creazione, con decreto legge 29 aprile 1997, n. 104, di Rede Ferroviária Nacional (REFER), azienda pubblica responsabile della gestione, costruzione e manutenzione delle infrastrutture della rete ferroviaria nazionale, scorporandone le attività dai servizi svolti in precedenza delle Caminhos de Ferro Portugueses.
Nel 1998 nacque l'operatore privato Fertagus allo scopo di espletare servizi sull'itinerario nord-sud.
Il 19 dicembre 2000 veniva costituita con decreto legge n. 323-H/2000 la società per azioni RAVE (Rede Ferroviária de Alta Velocidade) per lo sviluppo e il coordinamento del lavoro e degli studi necessari per il progetto, costruzione, finanziamento, fornitura e gestione di una rete ad alta velocità in Portogallo con connessione alla rete spagnola.
Il 22 luglio 2008, con decreto legge n. 141, REFER divenne "Entidade Pública Empresarial" e introdusse modifiche al proprio statuto. Con il decreto legge 29 maggio 2015, n. 91, in vigore dal 1º giugno 2015, REFER ha incorporato, per fusione, "Estradas de Portugal" (EP), diventando una società per azioni e assumendo il nuovo nome di Infraestruturas de Portugal (IP).

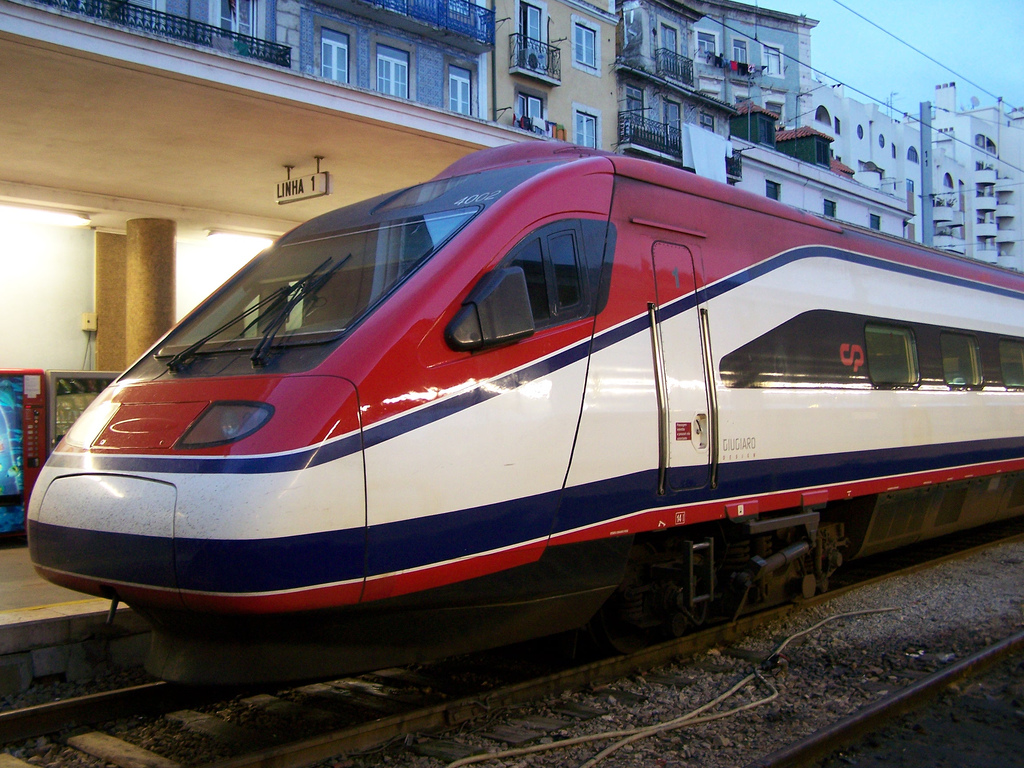
Alfa Pendular nella stazione di Lisbona Santa Apolónia

## Rete, segnalamento e sicurezza
La Rete ferroviaria portoghese nel 2011 ammontava a circa 2 793 km di cui 2 602 a scartamento largo e 191 a scartamento ridotto. La maggior parte delle linee a binario unico e 609 km a binario doppio, circa il 21,8% del totale. La percentuale delle linee elettrificate era di 1 629 km di cui, 1 603 km a 25 kV e 25 km a 1.500 V.
Circa 1 636 km erano attrezzati di un sistema di controllo di velocità e 1 496 km di controllo radio. I passaggi a livello esistenti in linea assommavano a 1 071.

## Traffico
Nel 2010, secondo i dati diffusi da REFER, hanno circolato sulla rete portoghese 2 900 treni internazionali, 20 484 treni a lunga distanza, 15 456 di tipologia interregionale, 116 815 di categoria regionale (CP), 428 392 di categoria suburbana (CP) e 59 334 merci; per un totale oltre 733 000 treni.

## Linee ferroviarie in esercizio del Portogallo
| Nome della linea           | Itinerario                                                    | Scartamento | Lunghezza | Mod. esercizio         | Anno apertura | Gestore            | Note |
| -------------------------- | ------------------------------------------------------------- | ----------- | --------- | ---------------------- | ------------- | ------------------ | --- |
| Ferrovia dell'Alentejo     | Barreiro–Beja                                                 | 1.668       | 166,3     | 25kV, 50 Hz AC/ Diesel | 1861          | CP                 | Sezione Barreiro-Pinhal Novo indicata come "Linha do Sado"; Barreiro-Casa Branca elettrificata insieme a sezione Beja Funcheira.                             |
| Ferrovia di Alfarelos      | Bifurcação de Lares–Alfarelos                                 | 1.668       | 14,7      | 25kV, 50 Hz AC         | 1891          | CP                 | Linea di collegamento Ferrovia del Nord e Ferrovia dell'Ovest.                                                                                               |
| Ferrovia di Aljustrel      | Carregueiro–Algueiros                                         | 1.668       | 11,6      | Diesel                 |               | CP                 | Linea solo merci. |
| Ferrovia dell'Algarve      | Lagos–Vila Real de Santo António                              | 1.668       | 139,9     | 25kV, 50 Hz AC/ Diesel | 1912          | CP                 | Elettrificata tra Tunes e Faro. |
| Ferrovia della Beira Alta  | Pampilhosa–Vilar Formoso                                      | 1.668       | 201,9     | 25kV, 50 Hz AC         | 1882          | CP                 | Pampilhosa–Luso a doppio binario, da Vilar Formoso fino alla Spagna (Fuentes de Oñoro).                                                                      |
| Ferrovia della Beira Bassa | Entroncamento–Guarda                                          | 1.668       | 239,8     | 25kV, 50 Hz AC         | 1891          | CP                 | Entroncamento–Covilhã elettrificata, Covilhã–Guarda. Dal 2009 ferma (elettrificazione e riapertura prevista ma non finanziata).                              |
| Ferrovia di Braga          | Nine–Stazione di Braga                                        | 1.668       | 15,5      | 25kV, 50 Hz AC         |               | CP                 | |
| Ferrovia di Cascais        | Lisbona Cais do Sodré–Cascais                                 | 1.668       | 25,4      | 1.500 V DC             | 1889          | CP                 | |
| Linea di cintura           | Lisbona Alcântara Terra–Lisbona Braço de Prata                | 1.668       | 11,3      | 25kV, 50 Hz AC         |               | CP Fertagus        | Campolide–Roma-Areeiro quadruplicata. |
| Ferrovia del Duero         | Ermesinde–Pocinho                                             | 1.668       | 164,4     | 25kV, 50 Hz AC/ Diesel | 1875          | CP                 | Ermesinde–Caíde doppio binario elettrificato, Caíde–Pocinho singolo binario, trazione Diesel.                                                                |
| Ferrovia di Évora          | Casa Branca (Escoural)–Stazione di Évora                      | 1.668       | 36,3      | Diesel                 | 1863          | CP                 | |
| Ferrovia di Guimarães      | Lousado–Guimarães                                             | 1.668       | 30,5      | 25kV, 50 Hz AC         | 1883          | CP                 | In origine scartamento metrico, convertita a iberico. |
| Ferrovia di Leixões        | Leixões–Contumil                                              | 1.668       | 18,9      | 25kV, 50 Hz AC         |               | CP                 | Riaperta al traffico passeggeri nel settembre 2009, riassetto nel gennaio 2011.                                                                              |
| Ferrovia dell'Est          | Abrantes–Elvas                                                | 1.668       | 140,7     | Diesel                 | 1856          | CP                 | prosecuzione da Elvas dopo la frontiera spagnola (Badajoz); Linea merci, dal 2012 anche passeggeri.                                                          |
| Ferrovia di Louriçal       | Louriçal–Soporcel / Celbi                                     | 1.668       | 5,5       | 25kV, 50 Hz AC         | 1993          | CP                 | Linea solo merci. |
| Ferrovia di Lousã          | Stazione di Coimbra-B-Stazione di Coimbra-A                   | 1.668       | 1,7       | 25kV, 50 Hz AC/ Diesel | 1906          | CP                 | Sezione originale fino a Serpins (turistica); trasformata in metropolitana di Mondego Coimbra B-Coimbra A elettrificata, nota anche come "Ramal de Coimbra". |
| Ferrovia del Minho         | stazione di Porto São Bento–Valença                           | 1.668       | 133,6     | 25kV, 50 Hz AC/ Diesel | 1875          | CP                 | Da Valença continuazione per la Spagna (Tui), in prossimità di Porto quadruplicata.                                                                          |
| Ferrovia di Neves Corvo    | Ourique–Senhora da Graça de Padrões                           | 1.668       | 31,2      | Diesel                 | 1930          | CP                 | Linea solo merci. |
| Ferrovia del Nord          | stazione di Lisbona Santa Apolónia–Stazione di Porto Campanhã | 1.668       | 336,1     | 25kV, 50 Hz AC         | 1856          | CP                 | Tratta Santa Apolónia–Azambuja (Linha de Azambuja) per "Linha de Vila Franca de Xira".                                                                       |
| Ferrovia dell'Ovest        | Figueira da Foz–Agualva-Cacém                                 | 1.668       | 196,9     | 25kV, 50 Hz AC/ Diesel | 1887          | CP                 | Tratta Figueira da Foz–Louriçal elettrificata. |
| Ferrovia di Sines          | Ermidas-Sado–Porto de Sines                                   | 1.668       | 50,7      | 25kV, 50 Hz AC         | 1936          | CP]                | Linea solo merci. |
| Ferrovia di Sintra         | Sintra–stazione di Lisbona Rossio                             | 1.668       | 27,3      | 25kV, 50 Hz AC         | 1887          | CP                 | |
| Ferrovia del Sud           | stazione di Lisbona Entrecampos–Tunes                         | 1.668       | 272,5     | 25kV, 50 Hz AC         | 1912          | CP Fertagus        | Tranvia Lisbona–Setúbal gestita da Fertagus, detta anche Eixo Norte/Sul .                                                                                    |
| Ferrovia di Tomar          | Lamarosa–Tomar                                                | 1.668       | 14,8      | 25kV, 50 Hz AC/ Diesel |               | CP                 | |
| Ferrovia del Tua           | Tua–Carvalhais                                                | 1.000       | 58,2      | Diesel                 | 1887          | Metro de Mirandela | Tratta Carvalhais-Tua temporaneamente chiusa a causa della costruzione di una diga.                                                                          |
| Ferrovia di Vendas Novas   | Vendas Novas–Setil                                            | 1.668       | 69,4      | 25kV, 50 Hz AC         | 1904          | CP                 | |
| Ferrovia del Vouga         | Espinho–Stazione di Aveiro                                    | 1.000       | 95,8      | Diesel                 | 1908          | CP                 | |

## Nuove linee
Il Portogallo ha pianificata la costruzione di una rete di nuove linee ad alta velocità e a scartamento normale (1 435 mm), in parte in corso di progetto o di realizzazione, che comprende le direttrici seguenti:
- Lisbona - Évora - Elvás - Badajoz (collegamento con la Spagna)
- Porto - Valença do Minho - Vigo (c. Spagna)
- Lisbona - Aveiro - Porto
- Aveiro - Salamanca (c. Spagna)
- Évora - Fajo - Huelva (c. Spagna)

## Linee e tratte dismesse
A partire dal 1989 sono state dismesse le seguenti linee:
| Nome linea                  | Itinerario                            | Scartamento | Lunghezza | Trazione | Apertura | Chiusura  | Gestore | Note                                                      |
| --------------------------- | ------------------------------------- | ----------- | --------- | -------- | -------- | --------- | ------- | --------------------------------------------------------- |
| Ferrovia dell'Alentejo      | Beja–Funcheira                        | 1.668       | 64        | Diesel   | 1861     | 2012      | CP      |                                                           |
| Ferrovia di Cáceres         | Torre das Vargens–Marvão-Beirã        | 1.668       | 72,4      | Diesel   | 1880     | 2012      | CP      |                                                           |
| Ferrovia del Corgo          | Peso da Régua–Chaves                  | 1.000       | -         | Diesel   | 1906     | 1990/2009 | CP      | 2009                                                      |
| Ferrovia del Duero          | Pocinho–Barca d’Alva                  | 1.668       | -         | Diesel   | 1873     | 1989      | CP      |                                                           |
| Ferrovia di Évora           | Évora–Vila Viçosa                     | 1.668       | 75        | Diesel   | -        | 2009      | CP      | Chiusa in seguito a modernizzazione.                      |
| Ferrovia di Figueira da Foz | Figueira da Foz–Pampilhosa            | 1.668       | 50,4      | Diesel   | 1882     | 2009      | CP      | Già parte della "Linha da Beira Alta", dal 2009 inattiva. |
| Ferrovia di Guimarães       | Guimarães–Fafe                        | 1.000       | -         | Diesel   | 1938     | 1986/90   | CP      |                                                           |
| Ferrovia di Matosinhos      | Porto Trindade–Matosinhos             | 1.000       | -         | Diesel   | 1893     | 2002      | CP      | Dal 2002 Metro do Porto.                                  |
| Ferrovia di Montemor        | Torre de Gadanha–Montemor-o-Novo      | 1.668       | 12,8      | Diesel   | 1909     | 1989      | CP      |                                                           |
| Ferrovia di Montijo         | Pinhal Novo–Montijo                   | 1.668       | 10,6      | Diesel   | 1908     | 1989      | CP      |                                                           |
| Ferrovia di Mora            | Évora–Mora                            | 1.668       | 60        | Diesel   | 1908     | 1990      | CP      |                                                           |
| Ferrovia di Moura           | Beja–Moura                            | 1.668       | 58,8      | Diesel   | 1909     | 1989      | CP      |                                                           |
| Ferrovia di Portalegre      | Portalegre–Estremoz                   | 1.668       | 63,7      | Diesel   | 1937     | 1990      | CP      |                                                           |
| Ferrovia della Póvoa        | Porto Trindade–Póvoa de Varzim        | 1.000       | -         | Diesel   | 1875     | 2002      | CP      | Dal 2002 sostituita da Metro do Porto.                    |
| Ferrovia di Reguengos       | Évora–Reguengos de Monsaraz           | 1.668       | 40,6      | Diesel   | 1927     | 1988      | CP      |                                                           |
| Ferrovia del Sabor          | Pocinho–Duas Igrejas-Miranda do Douro | 1.000       | -         | Diesel   | 1911     | 1989      | CP      |                                                           |
| Ferrovia del Tâmega         | Livração–Arco de Baúlhe               | 1.000       | -         | Diesel   | 1909     | 1990/2009 | CP      |                                                           |
| Ferrovia del Tua            | Carvalhais (città) –Braganza          | 1.000       | 75,6      | Diesel   | 1887     | 1992      | CP      |                                                           |
| Ferrovia di Viseu           | Sernada do Vouga–Viseu                | 1.000       | -         | Diesel   | 1908     | 1989      | CP      |                                                           |
| Ferrovia del Dão            | Santa Comba Dão–Viseu                 | 1.000       | -         | Diesel   | 1890     | 1989      | CP      |                                                           |